# Dendrocnide photiniphylla
Dendrocnide photiniphylla är en nässelväxtart som först beskrevs av Carl Sigismund Kunth, och fick sitt nu gällande namn av Chew. Dendrocnide photiniphylla ingår i släktet Dendrocnide och familjen nässelväxter. Inga underarter finns listade i Catalogue of Life.